# 新潟県道281号森町鹿峠線
新潟県道281号森町鹿峠線（にいがたけんどう281ごう もりまちかとうげせん）は、新潟県三条市内を通る一般県道である。

## 概要

### 路線データ
- 起点：新潟県三条市大字森町字下平（新潟県道9号長岡栃尾巻線交点）
- 終点：新潟県三条市大字高屋敷字下水押（新潟県道331号三条下田線交点）

## 地理

### 通過する自治体
- 新潟県三条市

### 接続する道路
- 新潟県道9号長岡栃尾巻線（起点：三条市大字森町字下平）
- 新潟県道409号牛ヶ首笹岡線（三条市南中 - 三条市飯田で重複）
- 新潟県道331号三条下田線（終点：三条市大字高屋敷字下水押、「三条警察署下田交番」北東）

### 周辺
- 国道289号
- 国道290号
- 三条市消防本部 三条市消防署 下田分署
- 新潟県農業総合研究所畜産研究センター
- 三条市役所 下田庁舎（旧・下田村役場）
- 三条市立下田中学校
- 三条市立荒沢小学校
- 三条市立笹岡小学校
- 三条市立飯田小学校
- 三条信用金庫 下田支店
- 三條信用組合 下田支店
- JAにいがた南蒲 下田支店
- 荒沢郵便局
- 長沢郵便局
- 下田郵便局
- 栃尾コロナ 下田工場（コロナ子会社）
- ホームセンタームサシ 下田店
- サンゴマート 下田店（スーパーマーケット）
- 五十嵐川
- 三条市下田体育館

## その他
- 路線名の「鹿峠」は、終点付近の地名（新潟県三条市鹿峠）に由来する。